# ويلينغتون تورمان
ويلينغتون تورمان (بالبرتغالية: Wellington Turman؛ مواليد 22 يوليو 1996) هو مُقاتل فنون قتالية مختلطة برازيلي يُنافس في فئة الوزن المتوسط في يو إف سي.

## وصلات خارجية
لا توجد روابط لمواقع التواصل الاجتماعي.

- ويلينغتون تورمان على موقع يو إف سي (الإنجليزية)
- ويلينغتون تورمان على موقع شيردوغ (الإنجليزية)
- ويلينغتون تورمان على موقع Tapology.com (الإنجليزية)